# Poullan-sur-Mer
Poullan-sur-Mer (bret. Poullann) – miejscowość i gmina we Francji, w regionie Bretania, w departamencie Finistère.
Według danych na rok 1990 gminę zamieszkiwało 1627 osób, a gęstość zaludnienia wynosiła 54 osoby/km² (wśród 1269 gmin Bretanii Poullan-sur-Mer plasuje się na 388. miejscu pod względem liczby ludności, natomiast pod względem powierzchni na miejscu 274.).